# Filiale der Banco de Moçambique in Quelimane

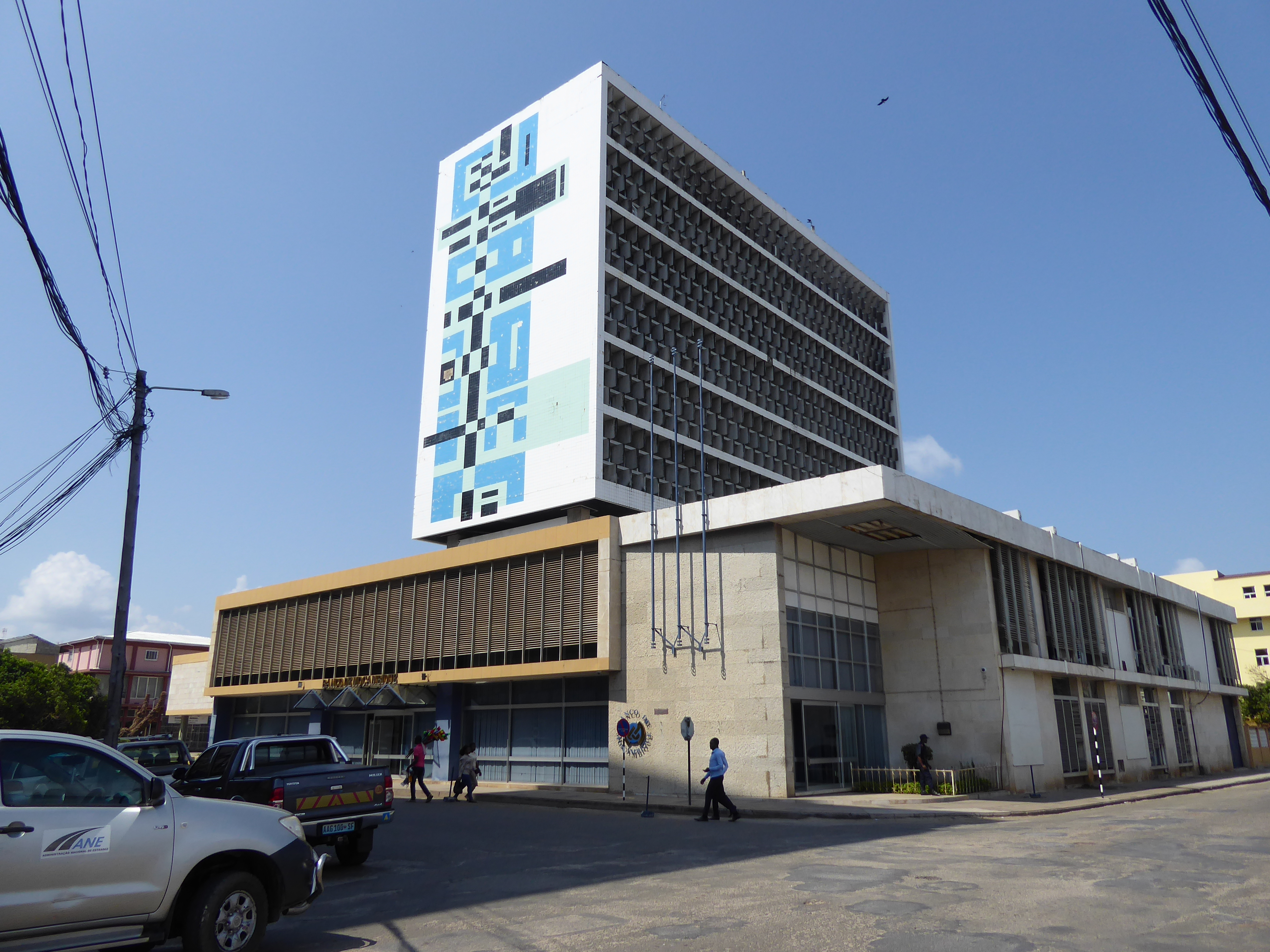
Filiale der Banco de Moçambique in Quelimane

Das Filialgebäude der Banco de Moçambique in Quelimane (port. Edifício da dependência do Banco de Moçambique em Quelimane oder Edifício da filial do Banco de Moçambique em Quelimane) befindet sich in der Avenida Samora Machel 1039 im Zentrum der mosambikanischen Industrie- und Hafenstadt Quelimane. Francisco José Castro entwarf das Gebäude 1962–64 als damalige lokalen Filialsitz der portugiesischen Kolonialbank Banco Nacional Ultramarino. Nach einigen Schwierigkeiten beim Bau konnte die Bankfiliale am 18. Dezember 1972 eröffnet werden. Bis 1975 beherbergte das Gebäude die Filiale der Banco Nacional Ultramarino, seitdem nutzt die mosambikanische Zentralbank Banco de Moçambique das Gebäude für ihre lokale Filiale.

## Geschichte
Quelimane, Hauptstadt des Distrikts (heute Provinz) Zambézia, galt und gilt bis heute als wichtige Hafenstadt für das reiche und fruchtbare Hinterland Zentralmosambiks. Die Banco Nacional Ultramarino richtete 1902 ihre erste Filiale in der Stadt ein. Die BNU agierte in der portugiesischen Kolonie Mosambik als Finanzverwaltung der Kolonie und war wichtigste Geschäftsbank dieses Verwaltungsgebietes.

### Planungen und Bau

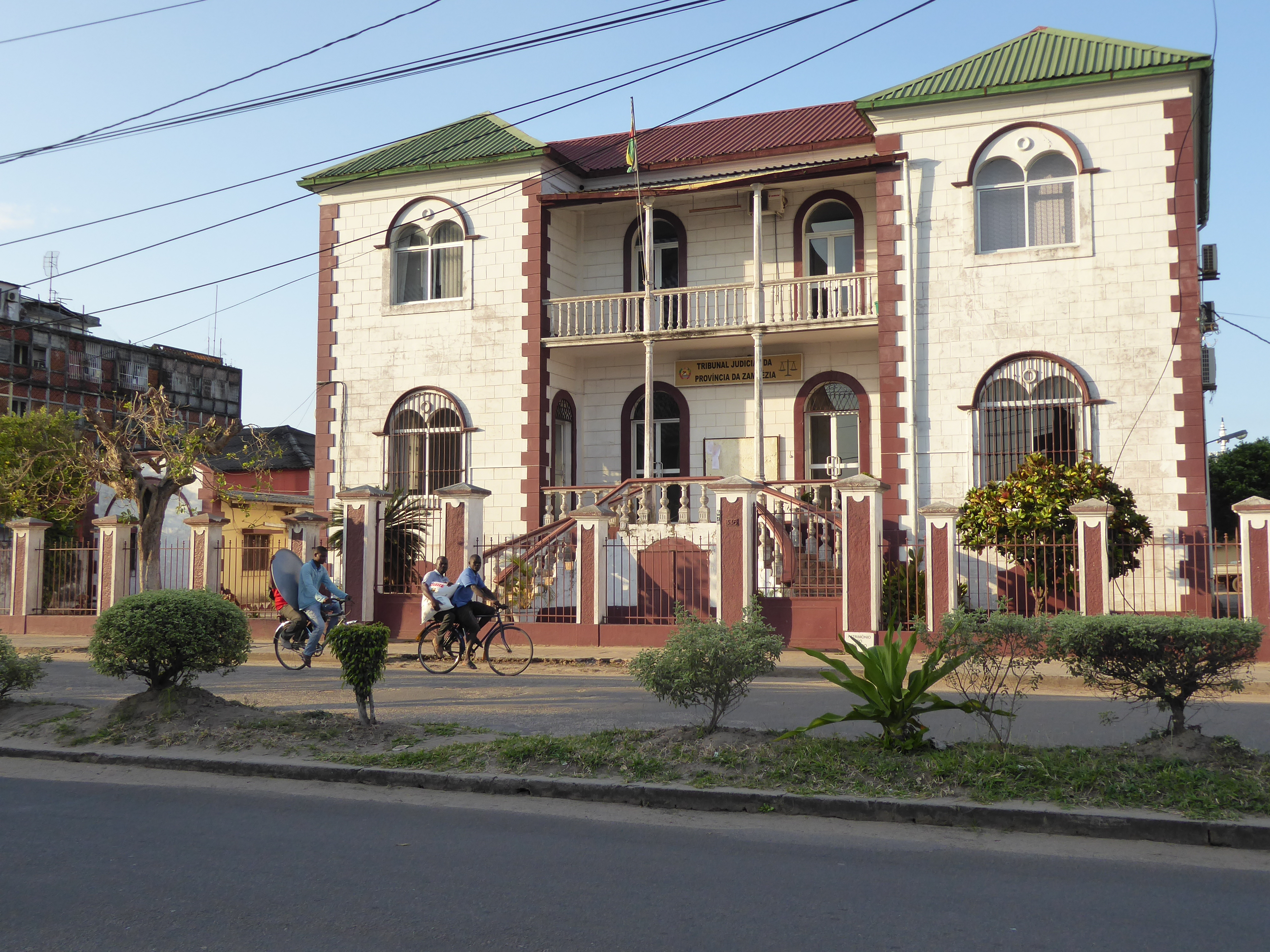
Ehemaliger Sitz der Banco Nacional Ultramarino in Quelimane, heute Sitz des Distriktgerichts.

Im Zuge der Besiedelung und Urbanisierung der portugiesischen Kolonie Mosambik (1950er–1970er) durch europäische Zuwanderer wuchs auch das Bedürfnis, neue und repräsentative Filialen für die Banco Nacional Ultramarino im Kolonialgebiet zu errichten. Zudem galt die bestehende Filiale in Quelimane als viel zu klein und als häufig überfüllt. 1950 beschloss die Verwaltung der BNU einen Neubau zu errichten, entschied sich jedoch im Jahr darauf wieder um, da die Kosten für einen Neubau zu hoch seien. Nachdem sich jedoch ein großer Schwarm an Fledermäusen im ersten Stock der Filiale einnistete und diesen unnutzbar machte, kam erneut Fahrt in die Diskussion um einen Neubau. Ein 1956 eröffneter Architekturwettbewerb für den Neubau verlief jedoch erneut im Sande.
Erst im März 1960 entschied die Verwaltung der Bank den Entwurf eines Neubaus direkt an den in Mosambik geborenen und in Beira lebenden Architekten Francisco José de Casto (* 1923) zu vergeben. Dieser veröffentlichte noch im selben Jahr einen Vorentwurf, konkretisierte diesen bis 1962. Im Juli 1962 genehmigte die Stadtverwaltung von Quelimane den Neubau. Francisco Vieira Machada, Gouverneur der Banco Nacional Ultramarino in Mosambik, legte den Grundstein für den Neubau am 11. August 1964. Der Ingenieur João Cabral unterstützte Castro mit der statischen Planung des Gebäudes, Mário Couto Jorge beriet Castro in weiteren technischen Aspekten des Neubaus.
Die ersten Bauarbeiten begannen jedoch erst im Januar 1967 und kamen bereits im August 1968 zum Erliegen, da das Bauunternehmen Sofil im Zuge der wirtschaftlichen Schwierigkeiten des Kolonialkriegs insolvent ging. Am 3. Februar 1969 übernahm das Bauunternehmen Empresa Moçambicana de Empreitadas die Ausführung.
Das Gebäude konnte dann – gut siebeneinhalb Jahre nach Grundsteinlegung – am 18. Dezember 1972 eröffnet werden. Die Bank nahm ihre Geschäfte Anfang 1973 auf.

### Aufbau

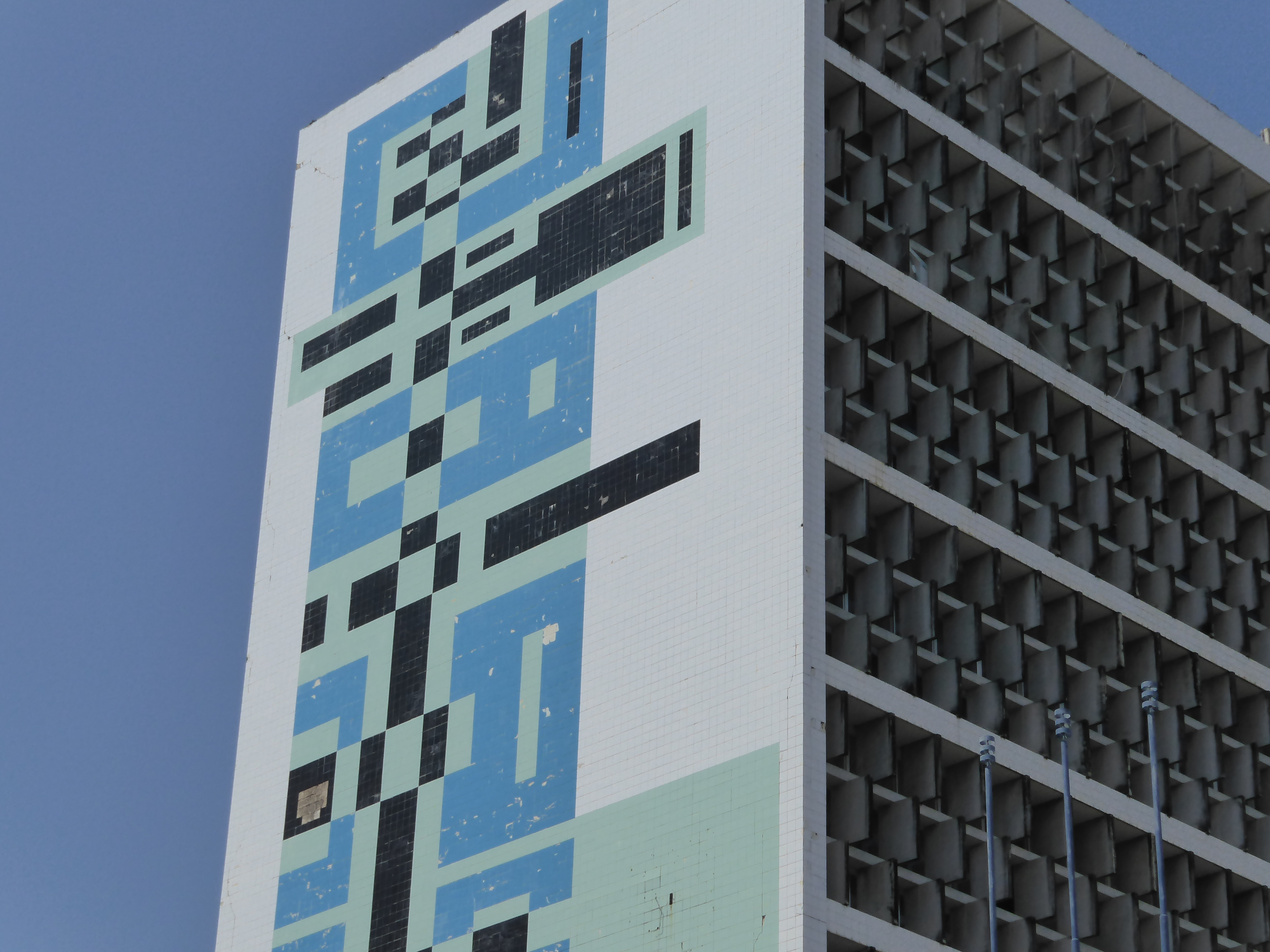
Markantes Wandpaneel an der kurzen Seite des Gebäudes, gestaltet von João Aires

Francisco José Castro gestalte das siebenstöckige Gebäude in zwei Teilen: Das Erdgeschoss und die darüberliegende Zwischenebene (mezzanine) füllen das gesamte Gelände in Breite und Länge aus. Über diesen beiden Stockwerken ordnete Castro einen erheblichen schmaleren, zentrierten Kubus mit sechs weiteren Stockwerken an.
Für das Erdgeschoss und die Zwischenebene versuchte Castro zwischen Beton und Glas die Balance zu halten, um der Eingangshalle (und damit dem Raum mit den öffentlichen Bankschaltern) viel Licht zu verschaffen. Er verwendete die dafür von Le Corbusier pan de verre, direkt in den Beton eingelassene Glasflächen. Für den Aufbau (2. bis 7. Stock) nutze Castro die in der modernistischen Architektur in Mosambik weit verbreiteten brise-soleils in gleicher Regelmäßigkeit, um den Büros genügend Schatten zu spenden.
Über den inneren Aufbau des Gebäudes entschied die Bankverwaltung erst Anfang 1973. Im Erdgeschoss wurde die Eingangshalle mit sechs öffentlichen Bankschaltern sowie die Kasse eingerichtet. Das Zwischengeschoss oberhalb der Eingangshalle diente lediglich als Verteilerebene zu den darüberliegenden, nicht für die Öffentlichkeit bestimmten Flächen des Gebäudes. In den Stockwerken darüber richtete die Bank die Buchhaltung, die Schriftverkehrsverwaltung, sowie den Economato ein. Darüber wurde der „Spielraum“ (Centro Lúdico), ein Festsaal, eine Bar, eine Küche, eine Bibliothek sowie das Büro der Geschäftsführung eingerichtet. In den obersten zwei Stockwerken wurden Wohnungen für das gehobene Personal der Bank eingerichtet. Insgesamt betrug die eingenommene Geschossfläche des Gebäudes 5700 Quadratmeter.

### Kunst im Bau

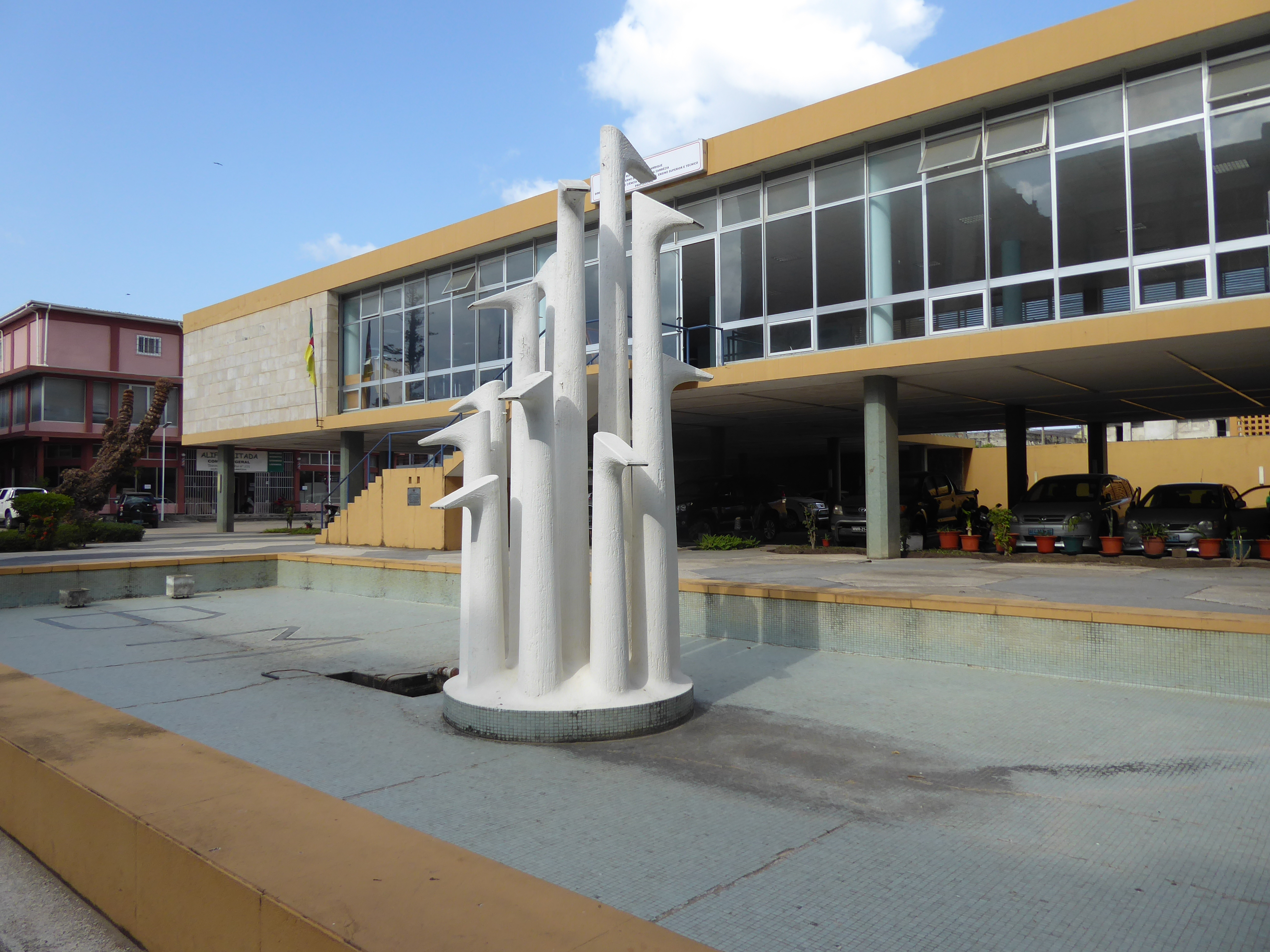
Brunnen hinter dem Hauptgebäude, gestaltet von Jorge Mealha

Im Zuge des Neubaus erhielten einige Künstler die Möglichkeit mit ihrem Werken die neue Bankfiliale zu bereichern. Zu erwähnen sind:
- Jorge Mealha, mit einem Brunnen hinter dem Gebäude
- João Aires, mit einem farbigen Panel mit geometrischen Mustern an der Außenwand des Gebäudes sowie einem portugiesischen Handarbeitsteppich (sog. „Tapete de Arraiolos“), hergestellt vom lokalen Unternehmen Fábrica de Tapetes da Zambézia, ausgestellt in der Eingangshalle
- João Paulo, mit einem ein Keramilpanel, hergestellt vom Unternehmen Viúva Lamego, ausgestellt im Festsaal; sowie einigen Ölgemälden im „Spielraum“ (Centro Lúdico)

### Stil
Francisco José Castro orientierte sich mit seinem Entwurf des Bankgebäudes streng – wenn nicht gar orthodox – an die Prinzipien der architektonischen Moderne nach dem Zweiten Weltkrieg. Nicht nur die Verwendung von hochwertigem Beton und Glas, auch die klare, funktionale Formsprache des Gebäudes entsprechen den Grundsätzen der Nachkriegsmoderne. Das Bauwerk gilt damit als Exempel des portugiesischen Modernismus in Mosambik.
Das Gebäude der Bank in Quelimane wird oft mit dem Edifício Gustavo Capanema, dem heutigen Sitz des Bildungsministeriums des Bundesstaates Rio de Janeiro, in Rio de Janeiro verglichen, da sich beide in ihrer Formsprache und -strenge deutlich ähneln.

### Heutige Nutzung

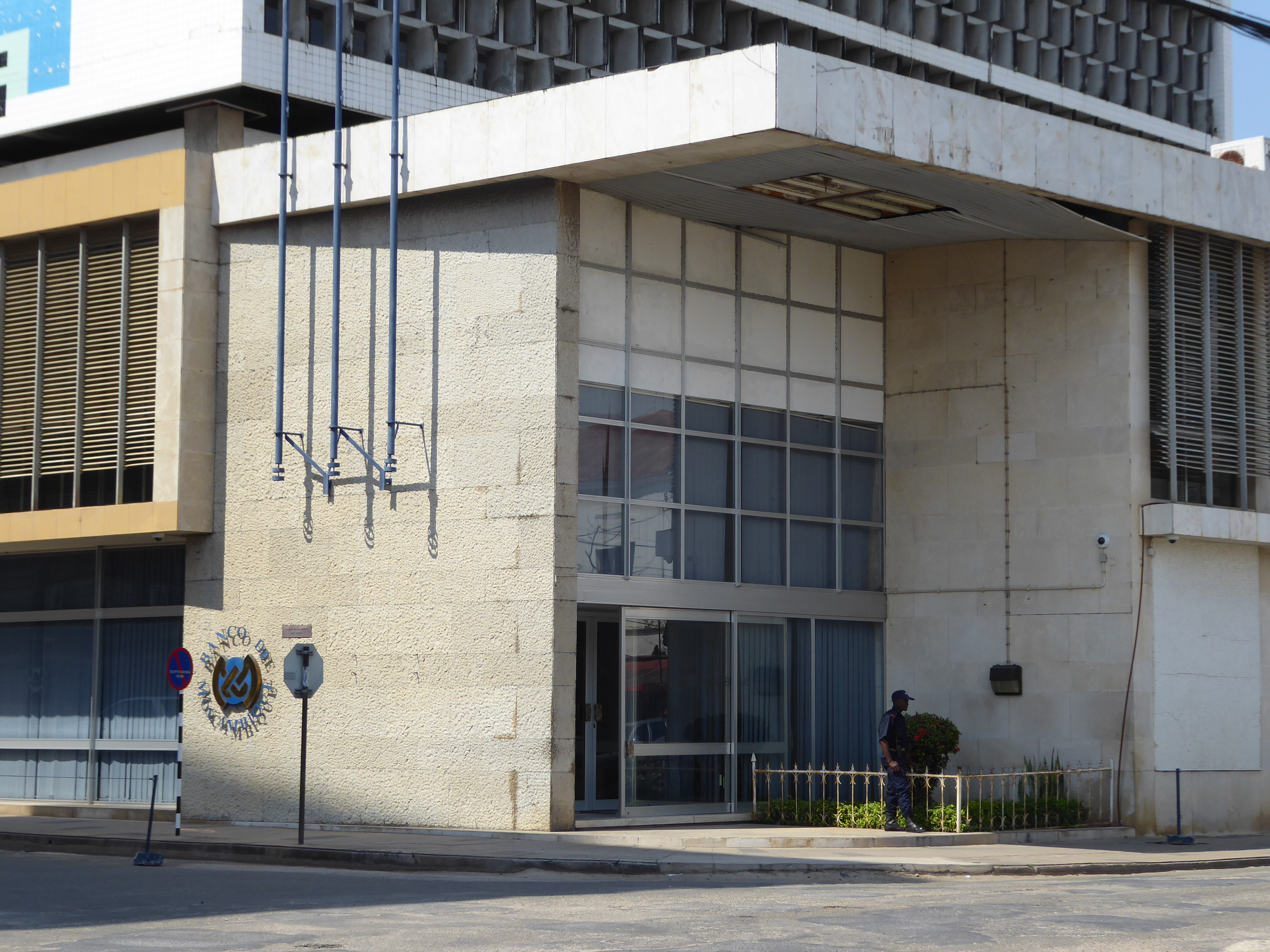
Ehemaliger Haupteingang zum Gebäude

Die Filiale der Banco Nacional Ultramarino begann 1973 ihre Geschäftstätigkeit in den neuen Räumen aufzunehmen. Das vorher, 1914 errichtete Gebäude wurde vom Amtsgericht von Quelimane übernommen. Im Zuge der Unabhängigkeit 1975 gründete die mosambikanische Regierung die neue Zentralbank Banco de Moçambique, die alle Gebäude und Geschäftsfelder der BNU in Mosambik übernahm. Bis heute nutzt die Banco de Moçambique das Gebäude und übt die Aufgaben der lokalen Repräsentanz und Geschäftstätigkeit der Zentralbank in Quelimane sowie für die Provinz Zambézia aus.
Baulich wurden nur wenige Veränderungen vorgenommen. Unter anderem wurde die Schalterhalle zu einem Konferenzsaal umgebaut und zusätzliche Wände eingezogen. Äußerlich kommt das Gebäude bis heute stark dem Originalzustand nahe. Das Bauwerk steht nicht unter Denkmalschutz, ist jedoch in der portugiesischen Denkmaldatenbank Sistema de Informação para o Património Arquitectónico, die auch Werke ehemaliger portugiesischer Kolonien umfasst, unter der Nummer 32131 gelistet.